# Groupe de Carnot
Un groupe de Carnot est un groupe de Lie réel, nilpotent et stratifié. On peut considérer les groupes de Carnot comme des « espaces vectoriels non commutatifs » (les espaces vectoriels sont les seuls groupes de Carnot commutatifs). L'exemple le plus simple d'un groupe de Carnot non trivial est le groupe de Heisenberg.

## Algèbre de Lie
Une algèbre de Lie {\displaystyle {\mathfrak {n}}} est dite nilpotente s'il existe s tel que {\displaystyle {\mathfrak {n}}^{s+1}=\{0\}}, où {\displaystyle {\mathfrak {n}}^{i}} est défini récursivement par {\displaystyle {\mathfrak {n}}^{i+1}=[{\mathfrak {n}},{\mathfrak {n}}^{i}]} pour tout {\displaystyle i\geq 1} et {\displaystyle {\mathfrak {n}}^{1}={\mathfrak {n}}}. On dispose donc d'une suite descendante {\displaystyle {\mathfrak {n}}={\mathfrak {n^{1}}}\supset \cdots \supset {\mathfrak {n^{s}}}\supset {\mathfrak {n^{s+1}}}=\{0\}}.
Cette algèbre de Lie est de plus stratifiée s'il existe un sous-espace {\displaystyle V} tel que pour tout {\displaystyle i\geq 1}, on a {\displaystyle {\mathfrak {n}}^{i}={\mathfrak {n}}^{i+1}\oplus V^{i}}, où les {\displaystyle V^{i}} sont définis par {\displaystyle V^{1}=V} et {\displaystyle V^{i+1}=[V,V^{i}]} pour {\displaystyle i\geq 1}. Ainsi, si {\displaystyle (X_{1},\dots ,X_{k})} est une base de {\displaystyle V}, les vecteurs de la forme {\displaystyle [X_{i_{1}},[X_{i_{2}},[\ldots ,[X_{i_{l-1}},X_{i_{l}}]]]]} engendrent l'algèbre entière (ici, {\displaystyle l\in \{1,\ldots ,s\}} et {\displaystyle X_{i_{j}}} est un des vecteurs de la base pour tout {\displaystyle j\in \{1,\ldots ,l\}}).
Les algèbres de Lie des groupes de Carnot possèdent une famille de dérivations particulières {\displaystyle D_{\lambda }}, appelées dilatations. Elles sont paramétrées par un scalaire {\displaystyle \lambda >0} et définies de telle sorte que {\displaystyle V^{i}} soit l'espace propre associé à la valeur propre {\displaystyle \lambda ^{i}}.

## Groupe de Lie
Un groupe de Carnot est un groupe simplement connexe dont l'algèbre de Lie est telle que décrite précédemment. On peut identifier un groupe de Carnot à son algèbre de Lie en utilisant la formule de Baker-Campbell-Hausdorff.